# Академічний проєкт реформи білоруського правопису 1930 року
Академічний проєкт реформи білоруського правопису 1930 року (біл. Акадэмічны праект рэформы беларускага правапісу 1930 году; Akademičny prajekt reformy biełaruskaha pravapisu 1930 hodu) — проєкт реформування білоруського правопису, розроблений Академічною ортографічною комісією в 1927–1929 рр. (коректура проєкту з’явилася на рубежі 1929–1930 рр., коли радянська влада вже розпочала антидемократичну кампанію).

## Передумови
У деяких випадках кодифікація Броніслава Тарашкевича закріплювала паралельні граматичні форми, що в початковий період становлення літературної мови було викликані прагненням відобразити якомога більше суто білоруських мовних особливостей для перевірки їх життєздатности у функціонуванні літературної мови. Творець білоруської граматики сподівався, що узус, який згодом стане єдиною нормою, кристалізується під час мовної практики.
Розширення сфер застосування білоруського алфавіту призвело до актуалізації питань подальшої стандартизації правопису, що проявилося в 20-х роках минулого століття в працях насамперед Йосипа Лесика. У 1926 р. в Мінську відбулася представницька міжнародна академічна конференція з питань реформи білоруського правопису та альфабету, яка виявила невирішені проблеми, визначила можливі шляхи їх вирішення, але не прийняла жодних документів про кодифікацію. Восени 1927 р. була створена Ортографічна комісія у складі академіків Степана Некрашевича (голова), Язепа Лесика, Вацлава Ластовського, Яна Луцевича (Янка Купала), доцента БДУ Анатолія Багдановича (секретар), доктора наук Петра Бязульбека, Бузулкула, співробітники.
У 1929 р. з приходом до влади Сталіна в СРСР і подальшим згортанням політики білорусизації Народний комісар БРСР одночасно звільнив Степана Некрашевича з посади віце-президента Білоруської академії наук, одночасно було призупинено праці ортографічної комісії. Однак, незважаючи на несприятливу політичну ситуацію, результати її діяльности були опубліковані в 1930 році.

## Суть змін
Цей проєкт в основному продовжував і розвивав правопис Тарашкевича. Зокрема, він містив тексти, які могли бути змінені в подальших кодифікаційних роботах: наприклад, аб’ежчык; парыскі, чэскі; гарадзкі, людзкі; бяз нас, ня руш тощо.
У друкованому виданні проєкту була пропозиція скасувати асиміляційну м’якість. Однак у проєкті вона з’явився лише в коректурі — тобто на рубежі 1929–1930 років, коли антидемократична кампанія почала розгортатися. Наразі Ортографічна комісія погодилася, що м’який знак слід видаляти лише у видовжених ньн, льл, зьз, сьс, дзьдз, цьц (насенне, сьмецце, суддзя або судздзя). Голова Комісії Степан Некрашевич, який втратив свої титули під час підготовки документа до друку, категорично не погодився із скасуванням м’якого знаку. Янка Купала також рішуче не прийняв це скасування.
Проект містив інші кардинально нові пропозиції, відхилені радянською владою. Деякі з них, нарешті, прийняті при нормалізації класичного правопису 2005 року — це:
- розширення акання в числівниках: дзявяты, дзясяты, сямнаццаць, васямнаццаць;
- відмова від акання на 2-му складі перед натиском, коли в першому перед натиском нема а/я: невысокі, беспрытульны;
- введення акання в запозиченнях: маналёг, каапэрацыя, фанэтыка;
- перехід e в я було скасовано під час написання "не" та "без".

## Оцінки
Комісія зазначила, що остаточне рішення нестиснутого питання "Е"/"Э" не було досягнуто. Ряд рішень Комісії було прийнято незначною більшістю, і незгодні мали намір звернутися до найвищих органів влади.
Але цей проєкт взагалі не був реалізований через репресії 1929-1930 років проти "націонал-демократів", до яких було зараховано багато членів комісії. Однак деякі передбачені в ній зміни згодом були внесені до першого та другого зросійщуваних проєктів реформи 1933 р. та до білоруського правопису 1933 р.

## Літаратура
- Рамза Т. Тарашкевіца і наркамаўка: ці ёсць граматычнае процістаянне // Rozprawy Komisji Językowej ŁTN. Tom 66, 2018. S. 409—432.Шаблон:Літаратура/Мазаічная артаграфія